# Hyposoter vierecki
Hyposoter vierecki är en stekelart som beskrevs av Townes, Momoi och Henry Keith Townes, Jr. 1965. Hyposoter vierecki ingår i släktet Hyposoter och familjen brokparasitsteklar. Inga underarter finns listade i Catalogue of Life.